# Márk Rózsavölgyi

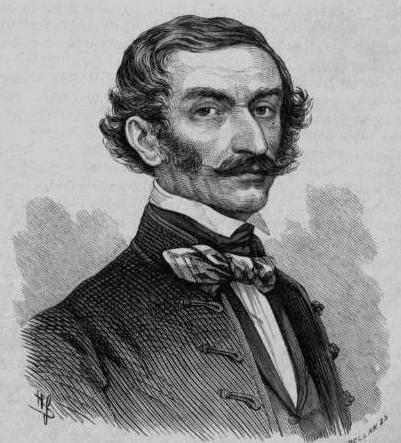
Márk Rózsavölgyi (1875)

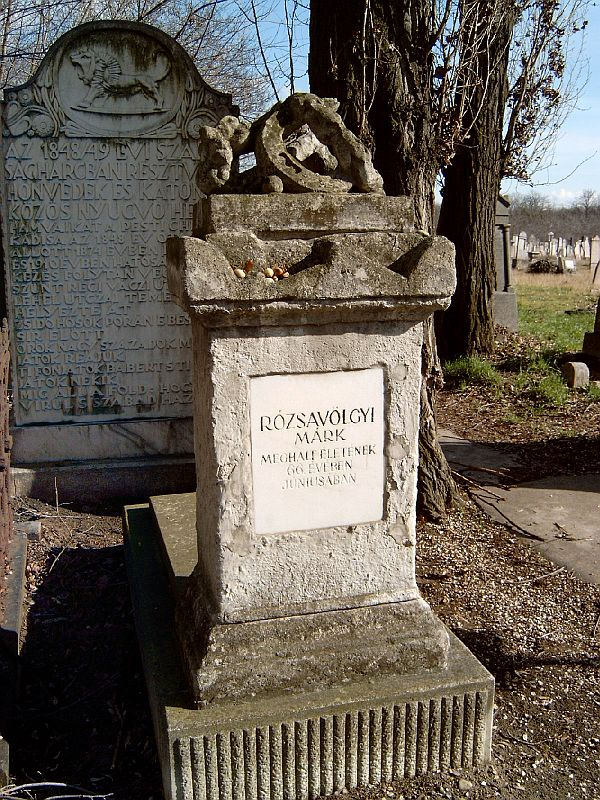
Grabstein auf dem Kozma utcai izraelita temető in Budapest

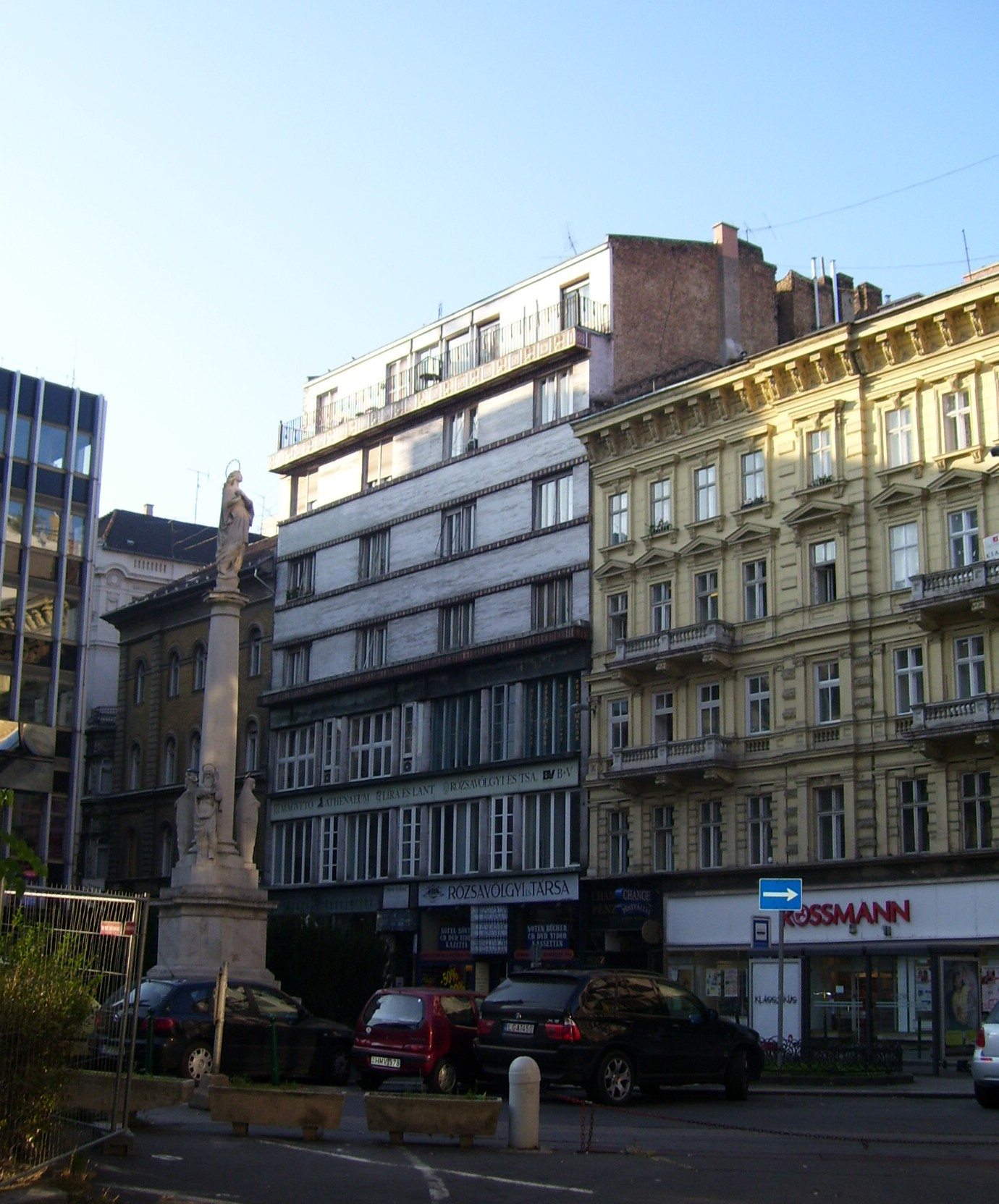
Geschäft mit Tradition – Rózsavölgyi és Társa in Budapest

Márk Rózsavölgyi (geboren als Mordechai („Motke“), Mark Rosenthal 1789 in Balassagyarmat, Habsburgermonarchie; gestorben 23. Januar 1848 in Pest) war ein ungarischer Komponist und Geiger. Er gilt als „Vater des Csardas“.

## Leben
Rózsavölgyi wurde in eine arme Händlersfamilie in Balassagyarmat hineingeboren. Seine Bronze-Büste (von Jelena Veszely, 1967) steht dort heute im Palóc-Hain.
Seine jüdische Familie hatte vermutlich Verbindungen zur Klezmertradition.
Von 11 bis 19 Jahren arbeitete er als Kaufmannsgehilfe in Wien, Pressburg und Prag und brachte sich während dieser Zeit selbst das Geigespielen bei. Nachdem er mit 19 Jahren nach Pest gegangen war, widmete er sich ganz der Musik. Seine Kompositionen aus dieser Zeit sind ganz im traditionellen ungarischen Stil und umfassen viele Verbunkos. Publiziert wurde er erstmals 1811; insgesamt veröffentlichte er über 200 Werke. 1812 wurde er zum Dirigenten des Orchesters des deutschen Theaters in Pest ernannt.
Von Pest aus bereiste er das Habsburgerreich und verbrachte längere Zeit in Baja und Temesvár.
1824 wurde er zum bezahlten Mitglied der philharmonischen Gesellschaft von Veszprém ernannt und sein Name von „Rosenthal“ auf „Rózsavölgyi“ ungarisiert (der Namenswechsel wurde bis 1846 aber nicht offiziell anerkannt). Rózsavölgyi gab mehrere Konzerte anlässlich der Krönungsfeiern 1830 in Pressburg; 1835 wurde er auch an die Wiener Staatsoper eingeladen. Zwei Jahre danach, 1837, bei der Eröffnung des Pester Nationaltheaters, spielte das Orchester ein von ihm eigens für diese Gelegenheit komponiertes Stück, und in der Folge wurde er ein reguläres Mitglied des Orchesters.
Während der 1840er Jahre gründete er sein eigenes Ensemble und spielte unter anderem vor Franz Liszt im Mai 1846 in Pest. Liszt verwendete einige seiner Melodien in seinen ungarischen Rhapsodien Nummer 8 und 12. Einige wichtige Romamusiker wie Patikárus, Sárközi, Farkas waren Rózsavölgyis Schüler.
Nach 1846 begann sich sein Gesundheitszustand langsam zu verschlechtern, er starb verarmt in Pest und wurde dort auf dem jüdischen Friedhof begraben. Nach seinem Tod schrieb der ungarische Nationaldichter Sándor Petőfi ein langes Gedicht zu seinen Ehren, in dem er die ungarische Bevölkerung dafür tadelte, diesen Musiker in seinen letzten Jahren so allein gelassen zu haben.
Sein Sohn Gyula Rózsavölgy (Julius Rosenthal) gründete 1850 eine musikalische Verlagsgesellschaft, welche unter dem Namen Rózsavölgyi és Társa heute in Budapest wieder existiert, nachdem sie 1949 verstaatlicht und 2002 neu gegründet wurde.

## Aufnahmen
- Rózsavölgyi: “Ballroom Dances” (17 dances and dance -sequences). Festetics Quartet. Hungaraton HCD 31781 (1998)